# Los pescadores de vigas
Los pescadores de vigas es un cuento del escritor uruguayo Horacio Quiroga, publicado en Cuentos de amor de locura y de muerte, en 1917. El cuento había sido publicado previamente en la revista Fray Mocho, en su número 53, del 2 de mayo de 1913.
Se lo ha señalado como uno de los cuentos de Quiroga más logrados, en el que expresa además un contenido ideológico vinculado con la modernidad y los efectos de esta en el mundo marginal.

## Resumen
Candiyú quiere comprarle el gramófono a su padre, el señor Hall, pero no puede de inmediato porque el precio no está a su alcance. El vendedor ofrece un trato donde el trabajador debe traer un tronco de palo rosa, lo cual es difícil de conseguir. Después de un gran esfuerzo, Candiyú encuentra lo que busca.